# Poggio delle Corti
Poggio delle Corti is een plaats (frazione) in de Italiaanse gemeente Perugia.